# تود غيليس
تود غيليس (بالإنجليزية: Todd Gilles)‏ هو راقص على الجليد أمريكي، ولد في 14 أبريل 1986 في روكفورد في الولايات المتحدة.

## وصلات خارجية
- تود غيليس على موقع الاتحاد الدولي للتزلج (الإنجليزية)
- تود غيليس على موقع الاتحاد الدولي للتزلج (الإنجليزية)
- تود غيليس على موقع الاتحاد الدولي للتزلج (الإنجليزية)